# Saudi Railways Organisation
Die Saudi Railways Organization (SRO; Saudische Eisenbahnverwaltung; arabisch المؤسسة العامة للخطوط الحديدية, DMG al-muʾassasa al-ʿāmma li-l-ḫuṭūṭ al-ḥadīdiyya) war eine saudi-arabische Staatseisenbahnverwaltung und betrieb dort Teile des Eisenbahnnetzes.

## Geschichte
Die erste Eisenbahnstrecke auf dem Territorium des heutigen Saudi-Arabien war die Hedschasbahn, auf der der Betrieb nach Medina 1924 eingestellt wurde.
Das heutige Streckennetz der Eisenbahn in Saudi-Arabien entstand ab 1948 als eine Eisenbahninfrastruktur der Saudi Aramco Petroleum Company, um Ausrüstung für deren Erdölförderung und Ölprodukte zwischen dem Persischen Golf und dem Landesinneren zu transportieren. Eröffnet wurde die heute Bahnstrecke Dammam–Riad 2 genannte Verbindung am 20. Oktober 1951 durch König Abd al-Aziz ibn Saud und den damaligen Kronprinzen Saud ibn Abd al-Aziz. Damals gab es auf der 561 Kilometer langen Strecke auch Personenverkehr. Zunächst betrieb Aramco die Strecke selbst. 1980 übernahm der saudische Staat die ARAMCO komplett. Die Eisenbahn des Landes und auch die Bahnstrecke ging damit in staatliche Trägerschaft über. Sie wurde von der Saudi Government Railway Organization betrieben, die später in Saudi Railways Organization umbenannt wurde.
1978 erhielt eine italienische Firma den Auftrag, diese erste Strecke auszubauen. Der Auftrag wurde bald dazu erweitert, eine zweite, abkürzende Neubaustrecke zwischen Hofuf und Riad zu errichten. Dieser Abschnitt von 287 Kilometern konnte am 12. Mai 1985 eingeweiht werden und bildet heute auf seiner gesamten Länge von 449 Kilometern die Bahnstrecke Dammam–Riad 1.

## Streckennetz

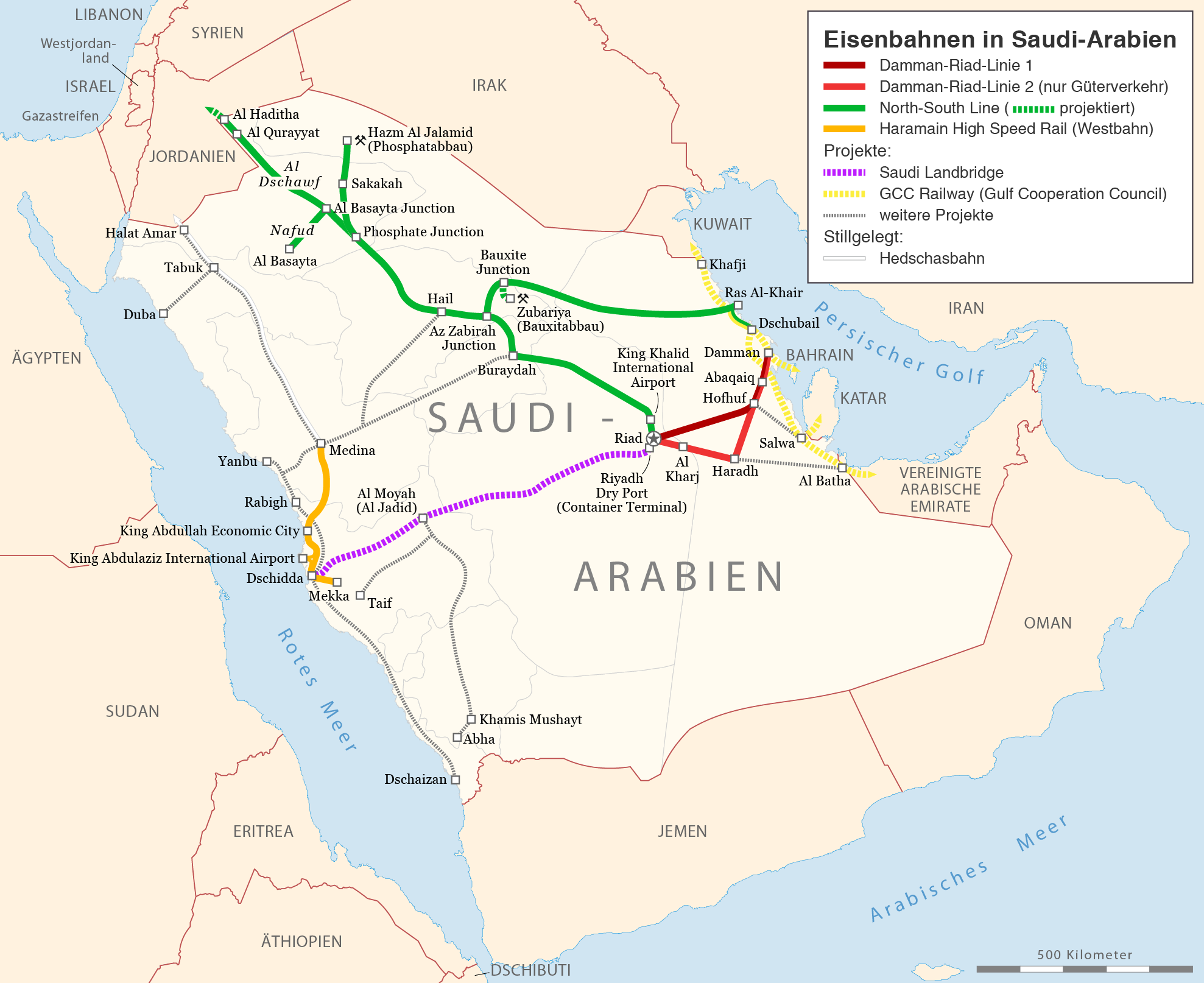
Saudi-Arabien: Strecken und Projekte

Dieses Streckennetz wird nur mit Diesellokomotiven betrieben. Beide Strecken sind eingleisige Hauptstrecken in Normalspur, die im Wesentlichen dem Verkehr zwischen der Hafenstadt Dammam am Persischen Golf und der Hauptstadt Riad dienen. Die Strecken verlaufen zwischen Dammam und Hofuf auf 139 km parallel, werden aber im Regelbetrieb als eigenständige Strecken betrieben. Darüber hinaus gehörten einige kurze Stichstrecken und die Hafenbahn Dammam (12,9 Kilometer) zum Netz der SRO. Die Gesamtlänge des Netzes betrug knapp 1.100 Kilometer, wenn die parallele Streckenführung unberücksichtigt bleibt. Während auf Strecke 1 der Personenverkehr zwischen Riad und Dammam stattfand, wurde die Strecke 2 ausschließlich für den Güterverkehr genutzt.

## Technik
Verwendet werden Schienen des Typs UIC 60. Die Weichenantriebe werden durch Gehäuse vor Sand geschützt. Die technische Ausstattung und die Systeme, die für Betriebssicherheit sorgten, waren bis vor kurzem recht einfach. Es gab lange weder zeitgemäße Signale noch Zugsicherung. Erst ab Juni 2009 hatte diese einen modernen Stand, nachdem ein Konsortium aus Siemens Transportation Systems und der Saudi Arabian Nour Communications Company seit 2005 an dieser Modernisierung gearbeitet hatte. Dazu zählen die Ausstattung der Strecke mit modernen Signalanlagen mit Blockstellen, die Ausrüstung von 15 Bahnübergängen mit Videoüberwachung und die Einführung von ETCS Level 1. Wegen der extremen Witterungsbedingungen haben die ETCS-Balisen einen speziellen Sonnenschutz. Gesteuert wird das System von zehn Simis-Stellwerken von Siemens. Die Leitstelle mit vier Bedienerplätzen befindet sich in Dammam. Außerdem wurde für Steuerung und Funkverkehr GSM-R eingeführt. Die Gesamtkosten beliefen sich umgerechnet auf 91 Mio. Euro.
Mit Inbetriebnahme des Systems erhielt die Eisenbahn in Saudi-Arabien zum ersten Mal auch Betriebsvorschriften.

## Verkehr

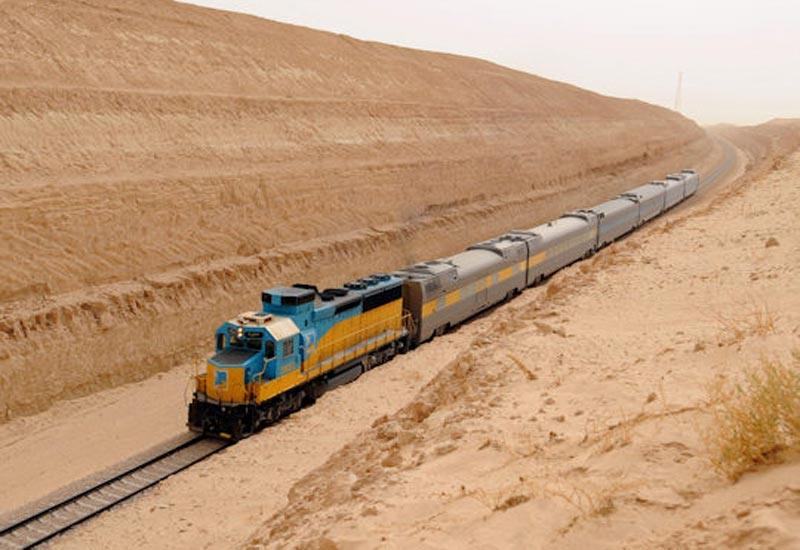
Reisezug auf der Strecke Dammam–Riyad 1 im Jahr 2009

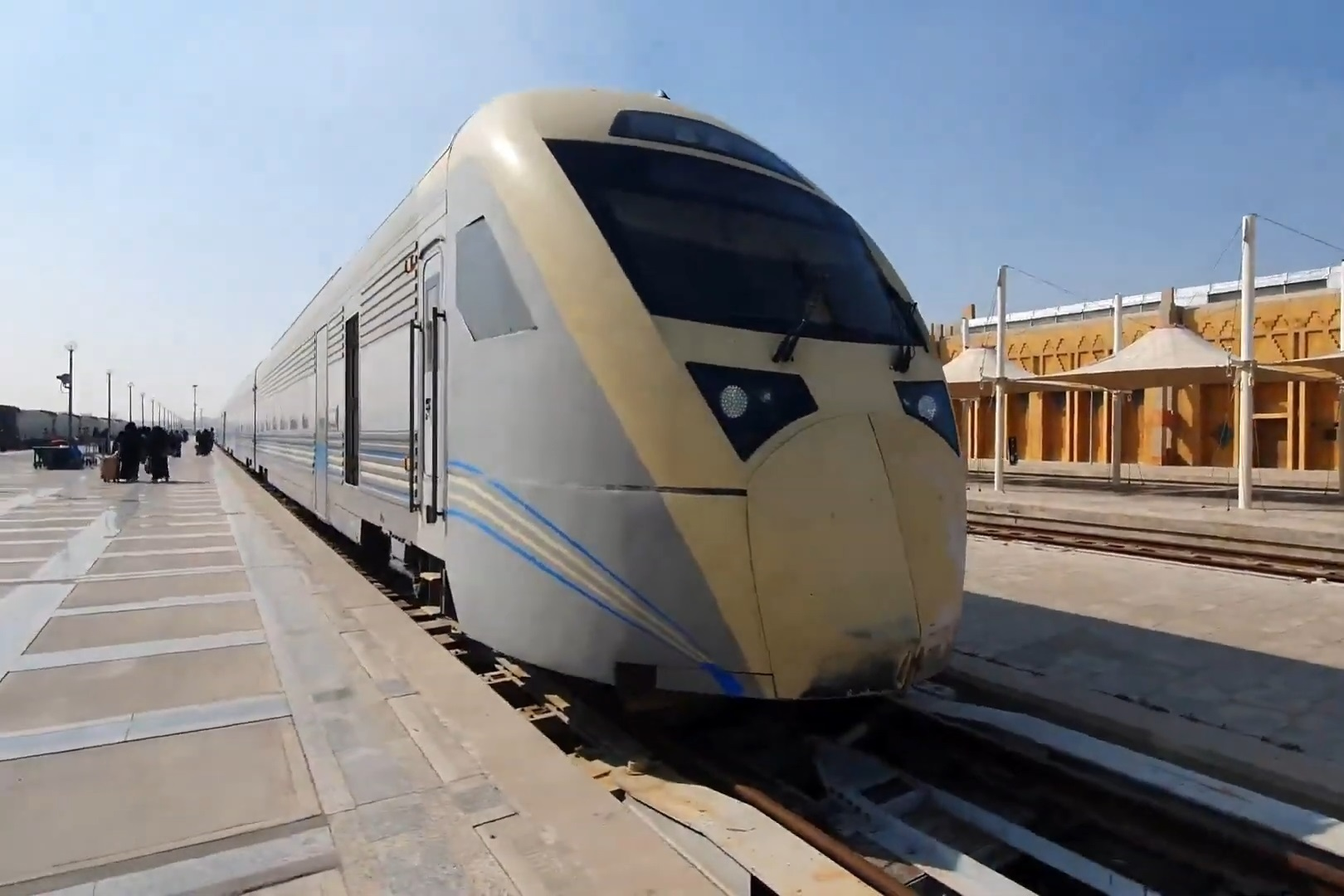
Wendezug 5006 im Bahnhof Dammam 2020

Die Personenzüge boten zwei Wagenklassen an. Es gab keine Geschlechtertrennung mehr. Im Jahr 2008 wurden 1,1 Millionen Fahrgäste und 3,5 Millionen Tonnen Güter (vor allem in Containern) befördert. Von 2012 bis 2013 wurden von CAF neue dieselbetriebene Wendezüge für diese Linie beschafft.

## Projekte
Es gab mehrere Projekte der SRO für Netzerweiterungen:
1. von der jordanischen Grenze nach Riad, etwa 2.400 km inklusive Abzweigungen, siehe: → Hauptartikel: Nord-Süd-Linie
2. Haramain-Hochgeschwindigkeitsstrecke, 449 km, siehe: → Hauptartikel: Bahnstrecke Mekka–Medina
3. von Riad in Richtung Rotes Meer nach Dschidda, 958 km (Saudi Landbridge), ein Projekt das den Persischen Golf und das Rote Meer per Schiene verbinden soll.
4. Dammam–Al-Dschubail, 115 km.
5. Doha (Katar) – Anschluss an das saudische Streckennetz (ca. 100 km). Sollte von der Qatar Railways Company errichtet werden[12], was angesichts der politischen Spannungen zwischen Saudi-Arabien und Katar nicht weiter verfolgt wurde.

Darüber hinaus bestanden verkehrsstrategische Überlegungen – unter den derzeitigen politischen Bedingungen aber ebenfalls nicht zu verwirklichen – für eine Strecke über Israel nach Ägypten.
Nachdem 2006 für den Bau und Betrieb der Nord-Süd-Linie die Saudi Railway Company (SRC) und 2009 für die Haramain-Strecke eine weitere Bau- und Betreibergesellschaft gegründet wurden, existierten im Land vorübergehend drei Bahngesellschaften. Dies wurde 2021 durch den Zusammenschluss der SRO mit der SRC zur Saudi Arabia Railways (SAR), die für das derzeitige Dieselnetz in Saudi-Arabien und dessen weiteren Ausbau verantwortlich ist, korrigiert.